# San Sosti
San Sosti ist eine italienische Gemeinde in der Provinz Cosenza in der Region Kalabrien mit 1872 Einwohnern (Stand 31. Dezember 2023).
San Sosti liegt 65 km nordwestlich von Cosenza.
Die Nachbargemeinden sind Altomonte, Buonvicino, Grisolia, Malvito, Mottafollone, Roggiano Gravina und San Donato di Ninea.

## Sehenswürdigkeiten
Im Ort stehen noch Überreste einer mittelalterlichen Burg. In der Nähe der Wallfahrtskirche S. Maria del Pettoruto sind noch Reste des antiken Artemisa vorhanden.